# 松永俊男
松永 俊男（まつなが としお、1939年1月12日 - ）は、日本の科学史家、桃山学院大学名誉教授。

## 略歴
東京府東京市芝区芝新堀町（現・東京都港区芝）出身。東京都立日比谷高等学校卒、1961年東京大学理学部生物学科植物学卒業、1965年同大学院博士課程中退、理学部助手、1966年退職、1967年東大文学部哲学科に学士入学、1971年卒業、1974年同大学院修士課程修了。講談社契約編集者を経て、1977年桃山学院大学経営学部助教授となり、1987年教授、1989年文学部教授、2001年「ダーウィン進化論の自然神学的背景」で東大博士（学術）。2002年桃山学院大学社会学部教授。2009年定年退職、名誉教授。

## 著書
- 『ダーウィンをめぐる人々』1987 朝日選書
- 『近代進化論の成り立ち ダーウィンから現代まで』創元社 1988
- 『博物学の欲望 リンネと時代精神』1992 講談社現代新書
- 『ダーウィンの時代 科学と宗教』名古屋大学出版会 1996
- 『ダーウィン前夜の進化論争』名古屋大学出版会 2005
- 『チャールズ・ダーウィンの生涯 進化論を生んだジェントルマンの社会』2009 (朝日選書)

### 共編著
- 『それいけ!情報公開 くらしが変わる街が変わる。』野村孜子共編 せせらぎ出版 1992
- 『生物学の歴史』溝口元共著 放送大学教育振興会 2005

### 翻訳
- W.I.B.ビヴァリッジ『発見と創造 科学のすすめ』鞠子英雄共訳 培風館 1983
- J.チャーファス 編『生物の進化最近の話題』野田春彦、岸由二共訳 培風館 ライフサイエンス教養叢書 1984
- ピーター・J.ボウラー『ダーウィン革命の神話』朝日新聞社 1992

## 論文
- <松永俊男